# 兔女郎

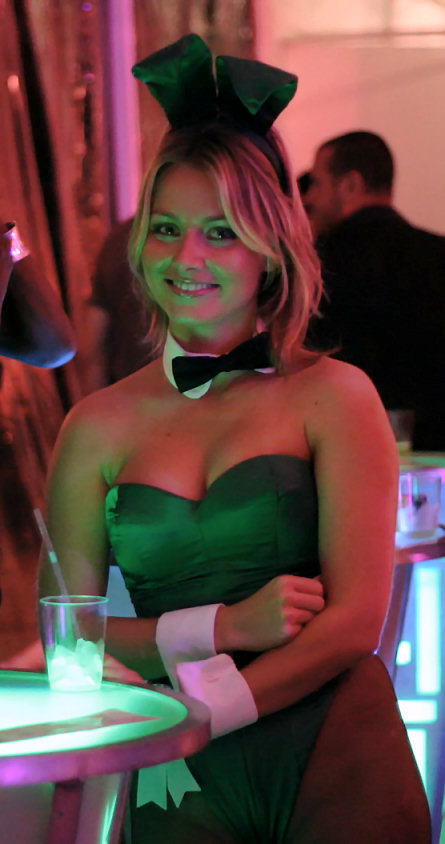
典型的兔女郎裝扮

花花公子兔女郎（英語：Playboy Bunny），是花花公子俱乐部的女服务员。花花公子俱乐部最初在1960年-1988年开业。2006年，俱乐部在拉斯维加斯的 The Palms 酒店重新开业。她们穿的服装称为兔子装，戴着花花公子兔子吉祥物，由無肩帶束腹、黑色連褲襪、兔耳、假領（collar）、領結（Bow tie）、 法式袖套（cuffs）、袖扣以及一个绒毛兔尾组成。兔子装的设计受到燕尾服的启发。
花花公子兔女郎是花花公子俱乐部的饮料女服务员。有几种不同种类的兔女郎，包括 Door 兔女郎、香烟兔女郎、Floor 兔女郎、Playmate 兔女郎和 Jet 兔女郎（花花公子 Jet 的女服务员）。要成为一名兔女郎，女性要经过听力测试进行严格的挑选。接着，她们要在成为一名正式的兔女郎之前，要进行一系列贯穿始终的严格训练。兔女郎要求可以辨认出143种酒的品牌，而且还要知道如何装饰20种不同的鸡尾酒。兔女郎与顾客约会或是走到一起是被严格禁止的，顾客也不能触摸兔女郎。如果一个兔女郎的表现不是严格通过组织的，那么她就要被记过。只有地位最高的 C1 「Keyholders」（花花公子俱樂部會員）方可约会兔女郎。

## 兔女郎服装

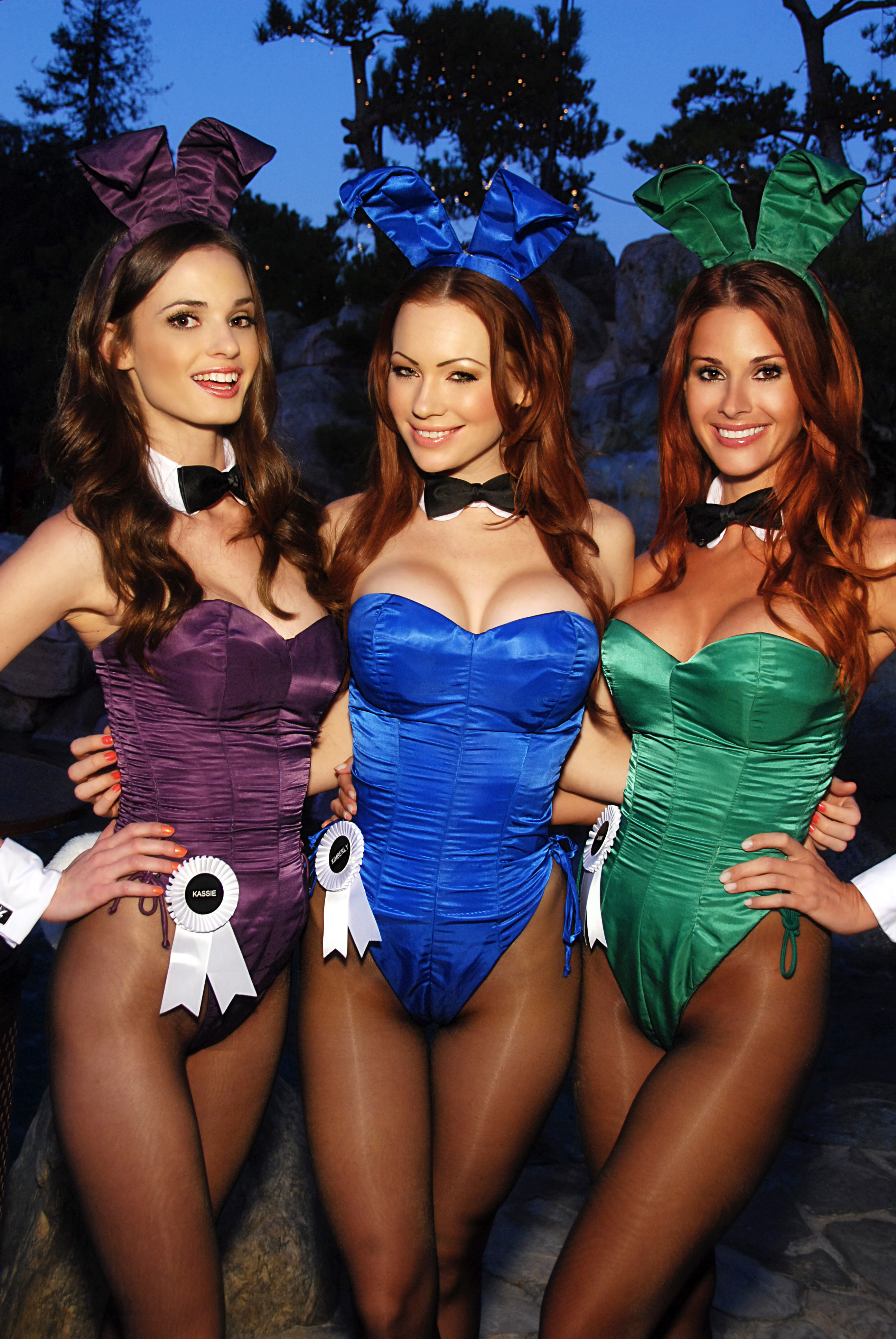
花花公子的兔女郎（2011年）

花花公子兔女郎套装是第一件向美国专利及商标局（美国商标注册号0762884）登记的制服。

## 国际偶像
兔女郎服饰在當代日本文化也非常流行，不过和花花公子已经没有什么關係，卻常見於性感寫真、動漫作品和同人誌攤販作為噱頭。在日本成人電影工業中，甚至發展出以兔女郎服作主題的片種類型，以及「逆兔女郎服飾」（即將服飾布料位置完全反轉，原來露出的肩膊被衣料覆蓋，原被布料遮掩的重要部位卻變成赤裸露出）。

## 兔女郎复出
2006年，拉斯维加斯The Palms酒店赌场重开了花花公子俱乐部，位于的52层。意大利时装设计师Roberto Cavalli获邀对最初的兔女郎服饰重新设计。

## 著名的兔女郎
许多在早期职业为花花公子兔女郎，后来变得有名的女性包括：
- Barbara Bosson
- Dale Bozzio
- Julie Cobb
- Carol Cleveland
- Sara Dylan
- Sherilyn Fenn
- 黛比·哈利
- 羅倫·赫頓
- Lynne Moody
- Patricia Quinn
- Dolly Read
- Maria Richwine
- Kathryn Leigh Scott
- Carol Sharkey
- Gloria Steinem
- Susan Sullivan
- Kimba Wood
- Jackie Zeman

## 成为玩伴女郎的兔女郎
- Helena Antonaccio
- Deanna Baker
- Lannie Balcom
- Kai Brendlinger
- Dianne Chandler
- Karen Christy
- Sharon Clark
- June Cochran
- Candace Collins
- Karla Conway
- Debbie Ellison
- Ava Fabian
- Jennifer Jackson
- Avis Kimble
- Terri Kimball
- Shay Knuth
- Melinda Ross
- Janet Lupo
- Laura Lyons
- Connie Mason
- Avis Miller
- Laura Misch
- Patti Reynolds
- Janis Schmitt
- Dolly Read
- Heather Van Every
- Carol Vitale
- Delores Wells
- Linnea Topp
- Rebecca Morris